# Kehn

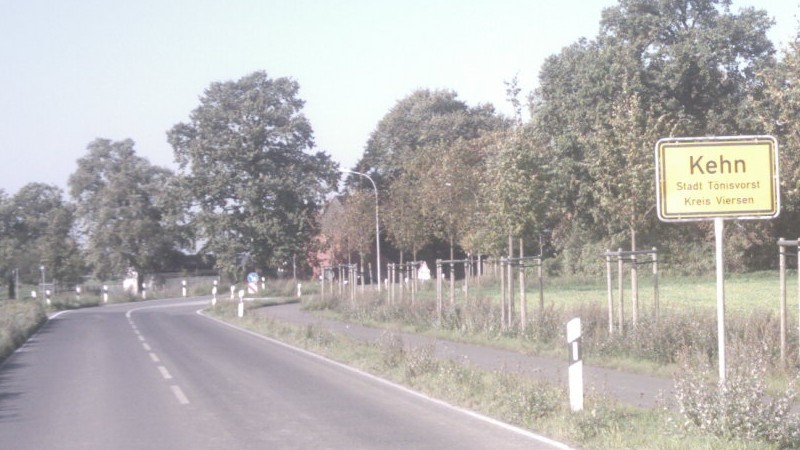
Ortsanfang von Kehn

Kehn (regional auch das Kehn genannt) ist eine kleine ländlich gelegene Siedlung im Ortsteil Vorst der zum nordrhein-westfälischen Kreis Viersen gehörigen Stadt Tönisvorst.

## Geschichte
Urkundliche Erwähnungen der Honschaft Kehn reichen bis ins Jahr 1492 zurück. Kehn war ein eigenständiger Dingstuhl, der bis zum Ende des 18. Jahrhunderts zum Kirchspiel Vorst im kurkölnischen Amt Liedberg gehörte. Nach der Einnahme des Linken Rheinufers durch französische Revolutionstruppen (1794), gehörte Kehn von 1798 bis 1814 zum Kanton Neersen im Arrondissement Krefeld, das Teil des Roerdépartements war. Bei der späteren Einrichtung von Mairies wurde Kehn der Mairie Neersen zugeordnet. Aufgrund der auf dem Wiener Kongress (1815) getroffenen Vereinbarungen wurden wesentliche Teile des Rheinlands, damit auch Kehn dem Königreich Preußen zugesprochen. Unter der preußischen Verwaltung gehörte Kehn zunächst zur Bürgermeisterei Neersen im Kreis Krefeld (Regierungsbezirk Düsseldorf) und 1819 zur Bürgermeisterei Vorst im Kreis Kempen (bis 1822 Regierungsbezirk Cleve). Kehn, nunmehr Dorfschaft genannt, war Teil der Landgemeinde Vorst und hatte im Jahr 1832 467 Einwohner.
So blieb es bis zum 31. Dezember 1969; am 1. Januar 1970 ging die frühere Gemeinde Vorst, einschließlich von Kehn, ihrerseits im damals neugebildeten Tönisvorst auf.
Im Rahmen dieser Gebietsreform wurden außerdem von der damaligen Nachbargemeinde Anrath einige ländliche Außengebiete, die unmittelbar an Kehn angrenzen, abgetrennt und ebenfalls dem neugebildeten Tönisvorst zugeschlagen (Die Gebiete der Darderhöfe, die nordwestlich der Eisenbahnstrecke Duisburg–Mönchengladbach liegen und der Bereich Hochbend).

## Verkehr

### Straßenverkehr
Die Hauptverkehrsachse von Kehn ist die Kreisstraße K13 die den Tönisvorster Stadtteil Vorst mit Krefeld-Forstwald verbindet.
Die K13 ist an ihrem nordwestlichen Ende mit der L475, die von Schwalmtal über Süchteln, Vorst und St. Tönis nach Krefeld führt, verknüpft, und kreuzt am östlichen Ende der Kehner Heide die L379 („Düsseldorfer Straße“), die von Kempen über St. Tönis und Münchheide nach Willich führt.

### Schienenverkehr
Rechnet man die durch die kommunale Neugliederung 1970 nach Tönisvorst eingemeindeten Bereiche von Hochbend und der Darderhöfe noch hinzu, so erstreckt sich das Kehn heute bis an die Eisenbahnstrecke Duisburg-Mönchengladbach.
In unmittelbarer Nähe der Darderhöfe befindet sich hier der  regionale Haltepunkt „Anrath“.

### Busverkehr
Als Stadtteil von Tönisvorst zählt Kehn zum Gebiet des Verkehrsverbunds Rhein-Ruhr. Am nordwestlichen Rand von Kehn, an der Einmündung der K13 auf die L475 gibt es eine Haltestelle namens „Kehn“, die von zwei SWK-Buslinien angefahren wird:
- Linie 062:

Kommt von Vinkrath über Grefrath, Mülhausen, Oedt und Vorst nach Kehn und fährt weiter Richtung St.Tönis. Dort besteht Anschluss an die Krefelder Straßenbahnlinie 041 (St. Tönis-Fischeln). Anschließend fährt die Linie 062 noch weiter bis Krefeld-Forstwald
- Linie 064:

Kommt von Brüggen-Bracht über Nettetal-Lobberich, Süchteln und Vorst nach Kehn und fährt weiter in Richtung St.Tönis. Dort besteht auch Anschluss an die Krefelder Straßenbahnlinie 041 (St. Tönis-Fischeln). Anders als die Linie 062 endet die Linie 064 am Wilhelmplatz von St. Tönis an der Straßenbahn-Endstation.